# 175
Cette page concerne l'année 175  du calendrier julien. Pour l'année 175 av. J.-C., voir 175 av. J.-C. Pour le nombre 175, voir 175 (nombre).
L'année 175 est une année commune qui commence un samedi.

## Événements
- Printemps, Guerres marcomanes : après un nouvel assaut des Romains, le roi des Iazyges Zanticos demande la paix à son tour. Les Iazyges s'engagent à ne pas s'approcher à moins de 76 stades (17 km) du Danube, à libérer 100 000 prisonniers et à fournir 8 000 cavaliers auxiliaires à l'armée romaine. 5 500 d'entre eux sont envoyés en Bretagne[1]. Marc Aurèle semble décidé à créer deux nouvelles provinces au nord du Danube, la Marcomanie et la Sarmatie[2].

- Avril/mai : rumeur sur la mort de Marc Aurèle. Avidius Cassius, légat de Syrie, se fait proclamer empereur par ses légions en Orient[3].
- 3 mai : Avidius Cassius est accepté comme empereur en Égypte selon un document[2].
- 19 mai : Commode quitte Rome pour le front du Danube[2].
- 7 juillet : Commode (Lucius Aelius Aurelius Commodus ), fils de Marc Aurèle et de son épouse Faustine est investi de la toge virile à la frontière du Danube[2].
- Juillet : Avidius Cassius périt assassiné lors d’une révolte de ses soldats après trois mois et six jours de règne ; Martius Verus, gouverneur de Cappadoce fidèle à Marc Aurèle, reprend le contrôle de la Syrie[2].
- 28 juillet : Marc Aurèle est de nouveau reconnu comme empereur en Égypte. Après avoir négocié la paix avec les Iazyges, il se rend dans les provinces orientales pour reprendre en main la situation après l'usurpation d'Avidius Cassius[2].

- Les lettrés confucéens tentent d’assurer le pouvoir à la cour de Han Lingdi en Chine. Ils se heurtent aux eunuques qui les font massacrer (175-179)[4]. Plus de 5 000 personnes périssent dans ce conflit.
- Début du pontificat d'Éleuthère (fin en 189)[5].

## Naissances en 175
- Zhou Yu, stratège militaire chinois.
- Sun Ce, chef de guerre chinois.
- Abba Arika, rabbin babylonien.

## Décès en 175
- Faustine la Jeune.
- Arrien, historien et philosophe grec (né à Nicomédie v.95). Il a consigné l'histoire d'Alexandre le Grand dans l’Anabase et détaillé les connaissances romaine sur l'extrême orient dans l’Inde, appendice à l'Anabase.
- Fronton, rhéteur latin d’origine africaine (100-175 (au plus tard)).